# 樊娴都
樊嫻都（前1世纪?—22年），一名歸都，樊重之女，南陽郡湖阳人，汉光武帝刘秀的生母。

## 生平
樊娴都性情温顺，幼時若不正容顔和服饰，就不出闺房，樊氏宗族都敬重她。樊嫻都嫁给劉欽後，生三男三女：长男劉縯，次男刘仲，三男刘秀（光武帝）；长女劉黃，次女劉元，三女劉伯姬。新朝地皇三年（22年），刘伯升、刘秀初起兵时，樊娴都病卒，由族人樊巨公收敛安葬。
樊娴都在東漢建國後，被尊爲皇妣。